# 滬昆線
滬昆線（ここんせん、中国語: 沪昆线）は、上海市と雲南省昆明市を結ぶ中国国鉄の鉄道路線である。

## 概要
中国南部を東西に結ぶ幹線であり、中国鉄道の基幹路線網である八縦八横の一つとされている。既有の滬杭線（上海～杭州）、浙贛線（杭州～株洲）、湘黔線（株洲～貴陽）、貴昆線（貴陽～昆明）の4本の路線を合わせて成立している。鉄道部は2007年の第六次大提速（速度向上）実施後に全国の主要幹線に最高速度200km/hを超える高速列車を運行し始めた。これら4本の路線は向塘直通線（潭崗―梁家渡連絡線特大橋）完成後の2006年12月31日18時に合併して滬昆線となった。
滬昆線の起点は上海駅、終点は昆明駅で、全長2690kmで大部分が複線電化されている。そして全長10kmの上海南線により上海南駅に連絡している。上海市と浙江省内は上海局管轄、江西省内は南昌局管轄、湖南省内は広鉄集団管轄、貴州省内は成都局管轄、雲南省内は昆明局管轄である。
杭州市内は筧橋～杭州南間で新線とバイパス線（旧来の路線）に分かれる。新線には杭州東駅、バイパス線には杭州駅がある。また、本路線と平行する高速鉄道路線として、滬昆旅客専用線がある。

## 主要駅一覧
上海南/上海 - 上海松江 - 嘉興 - 海寧 - 筧橋 - 杭州東/杭州 - 蕭山西 - 杭州南 - 義烏 - 金華 - 衢州 - 玉山 - 上饒 - 横峰 - 鷹潭 - 進賢 - 梁家渡 - 潭崗 - 樟樹 - 新余 - 宜春 - 萍郷 - 醴陵 - 株洲 - 湘潭 - 婁底 - 漣源 - 新化 - 漵浦 - 懐化 - 玉屏 - 凱里 - 貴定 - 貴陽 - 安順 - 六枝 - 六盤水 - 宣威 - 曲靖 - 昆明

## 接続路線
- 上海駅：京滬線
- 杭州駅：宣杭線
- 杭州南駅：蕭甬線
- 金華駅：金温線、金千線
- 上饒駅：上饒連絡線（峰福線）
- 横峰駅：峰福線（元横南線）
- 鷹潭駅：鷹廈線、皖贛線
- 梁家渡駅：向梁連絡線経由で京九線へ接続
- 潭崗駅：向潭連絡線経由で京九線へ接続
- 醴陵駅：醴茶線
- 株洲駅：京広線
- 向韶駅：韶山線
- 婁底駅：洛湛線（益永線）
- 懐化駅：渝懐線、焦柳線
- 貴定駅：黔桂線
- 貴陽駅：川黔線
- 六盤水駅：内昆線、水紅線
- 沾益駅：盤西線
- 小新街駅：東川線
- 昆明駅：成昆線、南昆線